# Radiogrammitis
Radiogrammitis är ett släkte av stensöteväxter. Radiogrammitis ingår i familjen Polypodiaceae.

## Dottertaxa tillRadiogrammitis, i alfabetisk ordning[1]
- Radiogrammitis ahenobarba
- Radiogrammitis alepidota
- Radiogrammitis beddomeana
- Radiogrammitis celata
- Radiogrammitis cheesemanii
- Radiogrammitis clavipila
- Radiogrammitis coredrosora
- Radiogrammitis exilis
- Radiogrammitis graminella
- Radiogrammitis havilandii
- Radiogrammitis hirtella
- Radiogrammitis hirtelloides
- Radiogrammitis hirtiformis
- Radiogrammitis holttumii
- Radiogrammitis jagoriana
- Radiogrammitis kanikehensis
- Radiogrammitis kinabaluensis
- Radiogrammitis ligulata
- Radiogrammitis moorei
- Radiogrammitis multifolia
- Radiogrammitis neocaledonica
- Radiogrammitis ornatissima
- Radiogrammitis parva
- Radiogrammitis peninsularis
- Radiogrammitis plana
- Radiogrammitis pseudoxiphopteris
- Radiogrammitis reducta
- Radiogrammitis setigera
- Radiogrammitis silvicola
- Radiogrammitis subpinnatifida
- Radiogrammitis taiwanensis
- Radiogrammitis tehoruensis
- Radiogrammitis tuberculata